# Buchberg
Buchberg (toponimo tedesco) è un comune svizzero di 824 abitanti del Canton Sciaffusa.
Assieme al comune limitrofo di Rüdlingen, istituito nel 1839 per scorporo dal suo stesso territorio, Buchberg costituisce un'exclave del Canton Sciaffusa tra il Canton Zurigo e la Germania; è situato sul colle Hurbig, in prossimità dell'ansa del fiume Reno sopra il comune di Eglisau. La vicinanza all'aeroporto di Zurigo ha fatto di questo comune una località residenziale.